# Macromidia ishidai
Macromidia ishidai – gatunek ważki z rodziny Synthemistidae. Stwierdzony na japońskich wyspach Ishigaki i Iriomote (Wyspy Yaeyama w południowo-zachodniej części archipelagu Riukiu), oraz na Tajwanie.